# Craponne-sur-Arzon
Craponne-sur-Arzon è un comune francese di 2 194 abitanti situato nel dipartimento dell'Alta Loira della regione dell'Alvernia-Rodano-Alpi.

## Società

### Evoluzione demografica
Abitanti censiti